# Palpelius beccarii
Palpelius beccarii är en spindelart som först beskrevs av Tord Tamerlan Teodor Thorell 1881.  Palpelius beccarii ingår i släktet Palpelius och familjen hoppspindlar. Inga underarter finns listade i Catalogue of Life.